# هانس کوپرز
هانس کوپرز (انگلیسی: Hans Küppers; ۲۴ دسامبر ۱۹۳۸ – ۱۵ دسامبر ۲۰۲۱) بازیکن فوتبال اهل آلمان بود.
از باشگاه‌هایی که در آن بازی کرده‌است می‌توان به باشگاه فوتبال لوگانو، باشگاه فوتبال تیرول، باشگاه فوتبال مونیخ ۱۸۶۰، باشگاه فوتبال شوارتز-وایس اسن، و باشگاه فوتبال نورنبرگ اشاره کرد.
وی همچنین در تیم ملی فوتبال آلمان بازی کرده‌است.